# Asia Kate Dillon
Asia Kate Dillon   (Ithaca, 15 de novembre de 1984) és una persona no-binària, actriu nord-americana de cinema, teatre i televisió. Els seus papers més coneguts són Brandy Epps en Orange Is the New Black i Taylor Mason en Billions. Dillon és una persona no-binària i usa el pronom neutre they/them en anglès.
El seu paper en Billions és el primer personatge principal no-binari en la televisió nord-americana, i li va valer una nominació al Premi de la Crítica Televisiva com a Millor actor de repartiment en una sèrie dramàtica. També va interpretar a "The Adjudicator" en la pel·lícula d'acció John Wick: Capítol 3 - Parabellum (2019).

## Biografia

### Vida personal
Dillon va néixer a Ithaca, Nova York. Encara que va néixer dona, s'identifica com "de gènere no-binari" Dillon va explicar que, al voltant de 2015, va començar a eliminar els pronoms amb gènere de la seva biografia, i les audicions per al paper de Taylor Mason la van ajudar a "entendre la seva identitat de gènere". Dillon s'identifica com pansexual, afirmant que sent atracció per les persones sense importar el seu gènere.

### Carrera
Dillon es va graduar a l'Acadèmia Americana de Música i Dramàtica. Es va inscriure i va completar el programa de capacitació Meisner en The Actor's Workshop of Ithaca durant el seu tercer any d'escola secundària als setze anys. Va ser l'estudiant més jove admesa a la classe.
L'any 2007, Dillon va fer el paper titular de Rachel Corrie en l'obra My Name Is Rachel Corrie. Després, va participar en un taller d'obres teatrals amb dramaturgs guanyadors del Premi de l'Acadèmia i el Premi Tony. Després d'això, va aconseguir un paper principal destacat com Llucifer en The Mysteries, i un paper en La Tempestat en la Shakespeare Theatre Company a Washington, DC.
Dillon va interpretar a la supremacista blanca Brandy Epps, presa penitenciària, en vuit episodis d'Orange is the New Black l'any 2016, la qual cosa converteix a Dillon en una de les primeres persones no binàries a actuar en un programa de televisió. També va tenir un paper recurrent en la temporada 2 del drama de Wall Street de Showtime, Billions, en 2017. El paper que va exercir és un personatge no binari, Taylor Mason, passant de fons de cobertura, que és el primer personatge no binari en la televisió nord-americana convencional. Showtime va confirmar l'abril del 2017 que Mason seria un personatge regular en la temporada 3. En enviar el seu nom per a un Premi Emmy per la seva actuació, a Dillon se li va permetre presentar la categoria de gènere que desitjava, i va triar "actor" en lloc de "actress" (actriu) perquè en anglès és una paraula neutra quant al gènere. Van rebre la presentació de l'actor de repartiment. El seu esforç per aclarir l'assumpte per a totes les persones no binàries va portar als MTV Movie & TV Awards a combinar les seves categories segregades per gènere. Va presentar el premi a "Best Actor" en els MTV Movie & TV Awards el 7 de maig de 2017. El novembre de 2018, es va anunciar que Dillon protagonitzaria The Outside Story.
Dillon va fundar i dirigeix la productora Mirror / Fire Productions. Dins de la companyia, va crear Estats Units, una peça d'actuació que explora el racisme i el moviment Black Lives Matter als Estats Units.

## Filmografia

### Pel·lícula
| Any  | Títol                             | Paper                      | Notes          |
| ---- | --------------------------------- | -------------------------- | -------------- |
| 2009 | My Popcorn Nights (curts)         | Àsia                       | [ 23 ]         |
| 2015 | Opus for All                      | Dona sense llar / Llucifer | [ 24 ]         |
| 2019 | John Wick: Capítol 3 - Parabellum | Adjudicador                |                |
| 2020 | The Outside Story                 | Inez                       | Post-producció |

### Televisió
| Any            | Títol                              | Paper                      | Notes |
| -------------- | ---------------------------------- | -------------------------- | --- |
| 2011           | Marcus Garlard: A Necessary Option | Àsia                       | |
| 2015           | Master of None                     | Dona de la línia #1        | Episodi: "Pla B"[15]                                                                                               |
| 2015           | Younger                            | Noia calba                 | Episodi: "IRL" |
| 2016 – present | Orange is the new black            | Brandy                     | Periòdic; 8 episodis                                                                                               |
| 2016           | We're All Gonna Die                | Assistent de tenda de sexe | [ 25 ] |
| 2017 – present | Billions                           | Taylor Mason               | 23 episodis Nominat- Millor actor de repartiment en una sèrie dramàtica (Premi de la televisió de Critics 'Choice) |
| 2019           | 'Gen:Lock                          | Valentina Romanyszyn       | |
| 2019           | The Simpsons                       | Paula                      | Episode: "Marge the Lumberjill"                                                                                    |

## Premis i nominacions
| Any  | Premi                                 | Categoria                                                             | Paper                   | Resultat |
| ---- | ------------------------------------- | --------------------------------------------------------------------- | ----------------------- | -------- |
| 2017 | Premis de la Crítica Televisiva       | Millor actor secundari d'una sèrie dramàtica                          | Billions                | Nominat  |
| 2018 | Premi del Sindicat d'Actors de Cinema | Premi Saturn al millor paper protagonista de convidats a la televisió | Orange Is the New Black | Nominat  |
| 2018 | Premis de la Crítica Televisiva       | Millor actor secundari d'una sèrie dramàtica                          | Billions                | Nominat  |
| 2019 | Premis de la Crítica Televisiva       | Millor actor secundari d'una sèrie dramàtica                          | Billions                | Nominat  |